# Портик Октавії

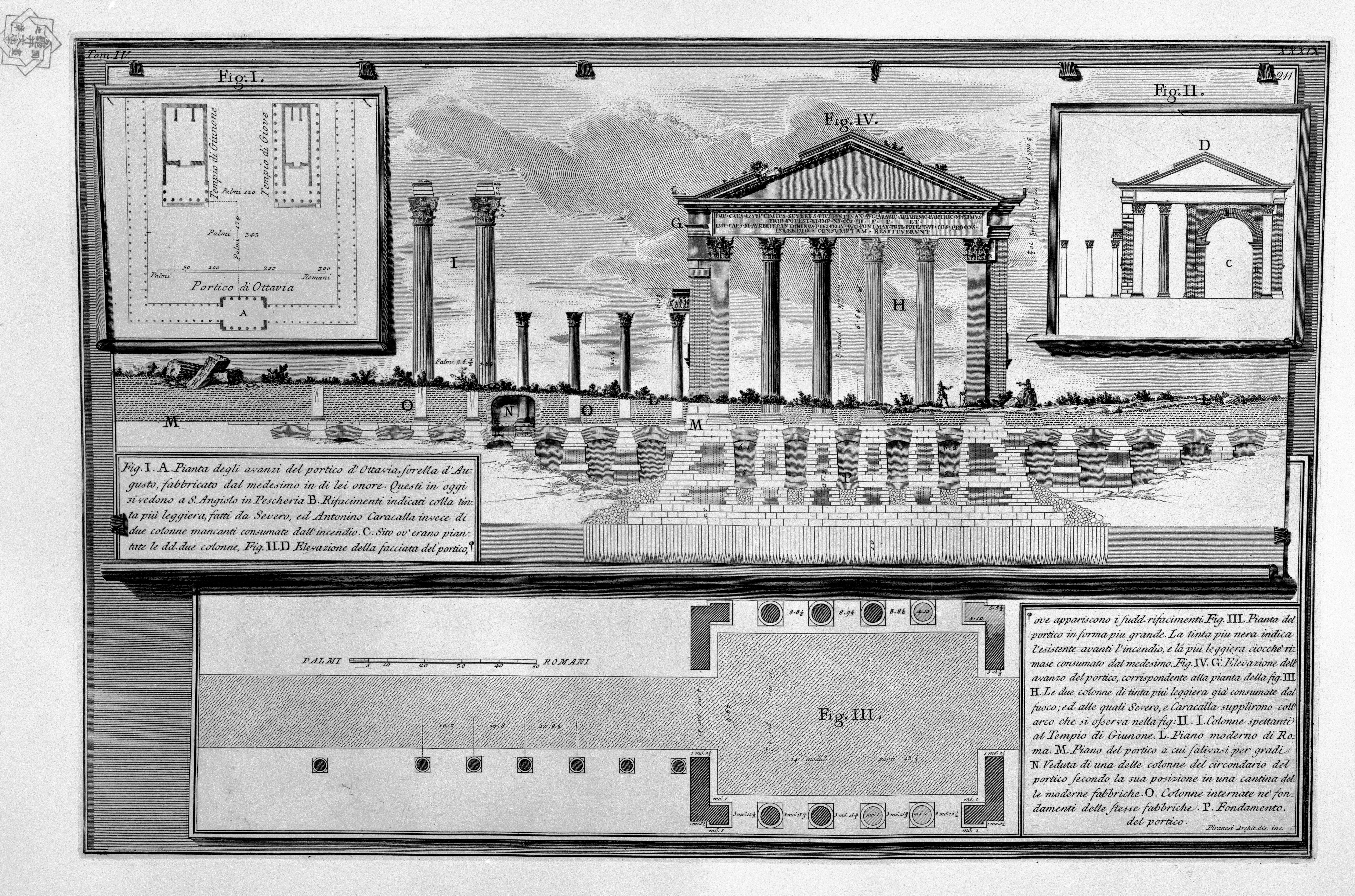
План портика (Піранезі, 1756)

Портик Октавії (лат. Porticus Octaviae) — руїни античного квадрипортика в Римі. Розташовані у центрі міста поблизу Театру Марцелла.

## Історія
Став результатом здійсненої Августом у 33-23 до н. е. перебудови більш ранньої споруди — портика Метелли, побудованого цензором Цецилієм Метеллом Македонським близько 131 до н. е.. Після перебудови портик присвячений сестрі імператора Октавії.
Постраждав під час пожежі в 80 році і відновлений за Доміціана. Потім ще раз постраждав від вогню при Коммоді в 191 році. Руїни, видимі сьогодні, відносяться до реконструкції 203 року, здійсненої Септимиєм Севером.
У X столітті портик та театр Марцелла перебудовані в лавки та майстерні, у портику знаходився також рибний ринок.

## Опис
Споруда епохи Августа являла собою прямокутну площу 119 метрів завширшки і близько 132 метрів завдовжки, на низькому подіумі, оточену подвійною гранітною колонадою, і була прикрашена мармуром, численними статуями, в тому числі 34 бронзовими статуями вершників роботи Лісіппа, що зображали Александра Македонського та його полководців.
Усередині портика знаходилися храм Юнони Регіни, побудований Марком Емілієм Лепідом у 179 до н. е., і храм Юпітера Статора, побудований Метеллом одночасно з первісним портиком, а також бібліотека та курія Октавії, додані при розбудові епохи Августа.
Частина портика, що найбільш збереглася, — південні пропілеї, видимі з via dell Portico d'Ottavia. Від них зберігся фронтон, антаблемент із написом епохи Септимія Севера та дві з чотирьох оригінальних колон.